# 亚西尔·沙赫拉尼
亚西尔·沙赫拉尼（阿拉伯語：ياسر غرسان الشهراني，1992年5月25日—）是沙特阿拉伯的职业足球运动员，司职后卫，现效力于沙特阿拉伯职业足球联赛的沙特希拉爾足球俱樂部。他目前是沙特阿拉伯国家足球队主力边后卫人选，在进攻端拥有不错的制造威胁的能力。他是电子游戏FIFA 16中东版的封面人物。2018年5月他被选入沙特阿拉伯队征战2018年国际足联世界杯的大名单。

## 荣誉
- 沙特阿拉伯职业足球联赛（5）：2016-17、2017–18、2019–20、2020–21、2021–22
- 沙特王儲盃（2）：2013，2016
- 沙特國王盃（3）：2015、2017、2019–20
- 沙特超级盃（3）：2015、2018、2021
- 亚足联冠军联赛（2）：2019、2021